# Ouperek
Ouperek je přírodní památka poblíž obce Bobrůvka v okrese Žďár nad Sázavou v nadmořské výšce 520–561 metrů. Oblast spravuje Krajský úřad Kraje Vysočina.

## Předmět ochrany
Důvodem ochrany je významné mineralogické naleziště s výskytem celé řady minerálů tzv. albitové zóny v dutinách více než dvaceti těles pegmatitů: muskovit, apatit, brookit, záhněda, albit, skoryl, anatas.